# Lebesgue (cráter)
Lebesgue es un pequeño cráter de impacto que se encuentra cerca de la extremidad oriental de la Luna, en la parte sureste del Mare Smythii, al sureste del cráter Warner.
|  |

El borde sudeste de Lebesgue está unido a un pequeño cráter a su vez superpuesto al contorno noroeste del cráter Swasey, por lo que los tres forman una corta cadena de cráteres. Se trata de una formación de cráter circular, en forma de cuenco. No muestra signos de erosión producida por otros impactos.